# Simon-François de Saint-Lusson
Simon-Fancois Daumont, Sieur de Saint-Lusson (†1677), var en fransk militär och upptäcktsresande. Om hans liv innan han anlände till Québec 1663 i egenskap av lägre kolonialtjänsteman är nästan ingenting känt.
Han har gått till historien, tillsammans med sin tolk Nicolas Perrot, genom den framgångsrika förhandlingsinsats som de gjorde i samband med undertecknandet av ett viktigt handelsavtal som slöts mellan fransmännen och 14 indianstammar 3 juni 1671 i Sault Ste. Marie.